# Chris Morris (Cricketspieler)
Christopher Henry Morris (* 30. April 1987 in Pretoria, Südafrika) ist ein südafrikanischer Cricketspieler, der zwischen 2012 und 2019 für die südafrikanische Nationalmannschaft spielte.

## Kindheit und Ausbildung
Sein Vater ist Willie Morris, der selbst First-Class Cricket für Northern Transvaal spielte.

## Aktive Karriere
Morris gab sein First-Class-Debüt für North West während der CSA Provincial Three-Day Competition 2009/10. Nach guten Leistungen während der MiWAY T20 Challenge 2011/12 für die Highveld Lions. Daraufhin wurde er für ein Drei-Nationen-Turnier in Simbabwe im Juni 2012 für die Nationalmannschaft nominiert, kam dort jedoch nicht zum Einsatz. Sein Twenty20-Debüt folgte dann im Dezember 2012 gegen Neuseeland. Jedoch verletzte er sich bei dem Spiel und musste den rest der Serie pausieren. Lurz darauf erzielte er beim Draft für die Indian Premier League 2013 625.000 US-Dollar, die die Chennai Super Kings für ihn zahlten. Bei der ICC Champions Trophy 2013 folgte dann sein ODI-Debüt gegen Pakistan. Doch konnte er sich zunächst nicht im Team etablieren. Im Februar 2014 erlitt er eine Knöchelverletzung und musste für sechs Monate pausieren. Im Januar 2016 absolvierte er sein Test-Debüt gegen England, wobei er ein Fifty über 69 Runs erzielte. Daraufhin gelangen ihm drei Wickets (3/74) im ersten Spiel der zugehörigen ODI-Serie. Im zweiten Spiel konnte er dann ein Fifty über 62 Runs als Batter hinzufügen, wofür er als Spieler des Spiels ausgezeichnet wurde. Daraufhin wurde er für die  ICC World Twenty20 2016 nominiert, wo ihm gegen Afghanistan 4 Wickets für 27 Runs erreichte, wofür er erneut ausgezeichnet wurde.
Beim Draft für die Indian Premier League 2016 konnte er erneut mit etwa 1 Million US-Dollar von den Delhi Daredevils einen Erfolg erzielen. In der Saison 2016 konnte er bei einem Drei-Nationen-Turnier in den West Indies gegen den Gastgeber drei Wickets (3/63) erreichen. Im Februar 2017 erzielte er zunächst bei der ODI-Serie gegen Sri Lanka (4/31) und dann bei einer weiteren in Neuseeland (4/62) jeweils vier Wickets. Bei der ICC Champions Trophy 2017 war seine beste Leistung zwei Wicket (2/32) gegen Sri Lanka. In der folgenden Test-Serie in England konnte er im zweiten Test drei Wickets (3/38) erzielen. Im September musste er dann nach einer Knieverletzung für vier Monate aussetzen. Im Februar 2019 erzielte er in den Twenty20s gegen Pakistan ein Fifty über 55* Runs und kurz darauf gegen Sri Lanka drei Wickets (3/32). So wurde er für den Cricket World Cup 2019 nominiert. Dort erzielte er in der Vorrunde gegen Afghanistan (3/13), Neuseeland (3/49) und Sri Lanka (3/46) jeweils drei Wickets. Jedoch verpasste das Team bei dem Turnier das Halbfinale. Daraufhin wurde er nach dem Turnier aus dem Kader gestrichen. So fokussierte er sich auf Twenty20-Ligen und spielte für die  Sydney Thunder in der Big Bash League 2019/20 und für die Royal Challengers Bangalore in der Indian Premier League 2020. Im Januar 2022 verkündete er seinen Rücktritt von allen Formen des Crickets.

## Nach der aktiven Karriere
Nach seinem Rücktritt begann er als Coach innerhalb der Titans innerhalb des nationalen südafrikanischen Crickets.